# Autoritratto (Boccioni)
Autoritratto è un dipinto ad olio su tela di Umberto Boccioni, realizzato il 13 maggio 1908 a Milano, nel suo studio di Via Adige, nei pressi di Porta Vigentina-Via Ripamonti, come riporta il suo diario. L'opera è conservata alla Pinacoteca di Brera a Milano.

## Descrizione
L'opera è realizzata da Boccioni nel suo appartamento di Via Adige al numero 23 a Milano, ritrae Boccioni con alle spalle un quartiere in evoluzione industriale identificato in Porta Romana, oggi nei pressi della Fondazione Prada.